# Cywilizacja przemysłowa
Cywilizacja przemysłowa lub cywilizacja industrialna – typ cywilizacji, w którym największą rolę pełni przemysł fabryczny. Cywilizacja przemysłowa zaczęła kształtować się ok. połowy XVIII wieku (według niektórych już w XVII wieku) zastępując cywilizację rolniczą, ale jej szczyt przypada na XIX i XX wiek (w niektórych państwach i regionach jeszcze później). Cywilizacja przemysłowa jest uzależniona od produkcji masowej, a władzę w niej sprawują ludzie, którzy mają środki pozwalające im na kierowanie społeczeństwem dla działania i rozwoju tej produkcji. Względy gospodarcze sprawiły, że również społeczeństwo w takiej cywilizacji różni się od społeczeństwa w cywilizacji rolniczej (agrarnej). 

## Superideologia
Cywilizację przemysłową spaja tzw. superideologia, która opierała się na: uznaniu człowieka za najważniejszy gatunek, uznanie ludzkości za cel rozwoju gospodarczego oraz przyznanie człowiekowi prawa do nieograniczonego wykorzystywania zasobów naturalnych.

## Zagrożenia i upadek
Cywilizacja przemysłowa zagraża środowisku naturalnemu (doprowadza do wielu katastrof ekologicznych) i sobie samej. Jednym z głównych zagrożeń jest jednoczesne wykorzystywanie nieodnawialnych źródeł energii i dążenie do stałego, nieskończonego wzrostu gospodarczego. Innym zagrożeniem dla cywilizacji przemysłowej jest fala przemian cywilizacyjnych, która trwa już obecnie, a ponieważ ma inną superideologię, musi zakończyć istnienie cywilizacji industrialnej. 